# Peter Pevensie
Pour les autres membres de la famille, voir Pevensie.
Peter Pevensie est l'aîné des quatre enfants Pevensie qui font partie des personnages principaux de la série de romans écrits par Clive Staples Lewis : Le Monde de Narnia. Il apparaît dans quatre des sept tomes : Le Lion, la Sorcière blanche et l'Armoire magique, Le Prince Caspian, Le Cheval et son écuyer et La Dernière Bataille. Dans les films réalisés par Walt Disney Pictures et 20th Century Fox, Peter Pevensie est interprété par l'acteur britannique William Moseley et par Noah Huntley lorsque Peter est âgé à la fin du premier chapitre.
Peter Pevensie devient dans le premier tome le Grand Roi de Narnia et a donc autorité sur les autres rois et reines que sont ses frères et sœurs. Son règne est le plus glorieux de l’Histoire de Narnia ; c’est la raison pour laquelle on parle de « l’Âge d’Or » de Narnia.

## Nom
Le nom de Peter correspond à Pierre en français et on peut constater certaines ressemblance entre le Peter de Lewis et Saint Pierre, un des apôtres du Christ. Le brouillon du deuxième tome commence ainsi : « Ce livre porte sur quatre enfants dont les noms sont Ann, Martin, Rose et Peter », Peter était alors le plus jeune des quatre, il est le seul dont on retrouve le nom dans le travail final.

## Biographie

### Généralité
Peter est né en 1927 et il a 13 ans lorsqu'il apparaît dans Le Lion, la Sorcière blanche et l'Armoire magique. Il règne comme grand Roi sur Narnia pendant quinze ans jusqu'à environ l'âge de trente ans puis retrouve son enfance en retournant dans son monde. Lors de La Dernière Bataille, il a 22 ans.

### Le Lion, la Sorcière blanche et l'Armoire magique
En tant qu'aîné des quatre enfants, il cherche à les protéger et à agir en personne responsable. Lorsque la guerre éclate, ils vont vivre dans le manoir de Digory Kirke où ils resteront jusqu'à la fin de la guerre.
Quand Lucy pénètre pour la première fois dans le Monde de Narnia, Peter ne la croit pas, pensant au fruit de l'imagination fertile de sa sœur jusqu'à ce qu'il pénètre lui-même dans l'armoire. Peter a reçu son épée, Rhindon et son bouclier en argent du père Noël alors qu'il tente, avec ses frères et sœurs de rejoindre Aslan qui le nomme Seigneur Peter, terreur des loups, après avoir tué Maugrim le loup, le chef de la police secrète de la Sorcière Blanche, qui essayait de tuer Susan. C'est la première bataille de Peter. Il est le Général-en-chef de l'armée d'Aslan et parvient, grâce au lion, à vaincre la sorcière blanche qui tentait d'établir son pouvoir sur l'ensemble du Monde de Narnia lors de la bataille de Ford Beruna, puis il est couronné par Aslan comme Sa Majesté Peter, le Grand Roi de Narnia, l'Empereur des Îles Solitaires, le Seigneur de Cair Paravel, le Chevalier de l'Ordre le Plus noble du Lion. On l'appelle aussi « Grand Roi Peter le Magnifique » ou « Peter, roi suprême ». La prophétie ancienne de deux Fils d'Adam et de deux Filles d'Ève venant s'asseoir sur les quatre trônes de Narnia à Cair Paravel s'est réalisée. Cela marque la fin de l’hiver et du règne de la Sorcière Blanche qui avait duré cent ans. C’est aussi le début de l'Âge d'or de Narnia.

### Le Prince Caspian
Après l'arrivée des Pevensie dans le château en ruine de Cair Paravel, ils trouvent la chambre du trésor du château, où Peter, Susan et Lucy trouvent les cadeaux que le Père Noël leur a donnés. Peter prend son épée, Rhindon et son bouclier en argent et exerce de nouveau les fonctions du chef du groupe. Quand les enfants sont forcés de prendre une décision, Peter, comme le Haut Roi, a le mot final. Afin de gagner du temps et d'essayer de surprendre les Telmarins, Peter décide d'affronter Miraz en duel. Après la victoire des Narniens sur les Telmarins, Peter donne autorité au prince Caspian pour gouverner Narnia. Peter révèle ensuite à Lucy et à Edmund qu'il a été dit par Aslan que lui et Susan ne reviendront jamais à Narnia, car trop vieux maintenant. Les quatre enfants sont revenus à leur monde, dans lequel ils attendaient leur train qui les emmène à leurs pensionnats.

### La Dernière Bataille
Peter a un rôle mineur dans l'histoire, cependant il était le seul à pouvoir directement aider Tirian quand le jeune roi les a suppliés de venir à son aide.
Peter et Edmund sont allés à Londres récupérer les anneaux magiques que Professeur Kirke a enterrés dans Le Neveu du magicien dans le yard du Ketterley habillé en ouvriers, en espérant avoir recours à son pouvoir et permettre à Eustache et Jill d'atteindre Narnia. Tandis qu'attendaient Lucy, Eustache, Jill, Digory, et Polly à la gare quand le train eut un accident et les tua eux et tous les autres, les transportant alors à Narnia.
Comme Narnia est détruit, Aslan demande à Peter de fermer Narnia, ce qu'il fait avec une clé en or comparable aux clés du paradis que possède son homonyme Saint Pierre.